# Pycnarmon annulalis
Pycnarmon annulalis is een vlinder van de familie van de grasmotten (Crambidae). De wetenschappelijke naam van deze soort is voor het eerst voorgesteld als Stenia annulalis door Paul Dognin in een publicatie uit 1906.
De soort komt voor in Peru.